# Chanson d'Armor
Chanson d'Armor è un film drammatico francese, con aspetti documentaristici, del 1934, diretto da Jean Epstein.

## Trama
Il giovane protagonista maschile è l’unico allievo adulto di una scuola in un villaggio bretone. Il suo sogno è fare il cantastorie, mestiere che, nel tempo libero, effettua saltuariamente, con buon successo, fra la gente del posto. Egli ama, ricambiato, la protagonista femminile, la quale, però, è destinata ad un pretendente più anziano, che a lei non è per nulla gradito (ed è nello stesso tempo insidiata dallo “scemo del villaggio”).
Il padre del protagonista obbliga il figlio ad abbandonare la scuola e ad andare a lavorare: egli dunque si fa assumere come marinaio e si imbarca su un peschereccio. A bordo, però, non è visto di buon occhio perché appare diverso e non prende parte alle agli usuali passatempi del resto dell’equipaggio, il quale lo isola fino al punto, dopo qualche tempo, di farlo sbarcare sulla costa.
Intanto la protagonista, insieme al suo pretendente e ad altri, si reca di malavoglia in gita presso un vicino casinò, nella stessa località dove era stato sbarcato il protagonista.
La protagonista fugge dal Casinò, corre verso il mare, e si ferma in cima ad un’alta scogliera meditando il suicidio.
Il protagonista è poco distante, ma i due non si vedono. Lo “scemo del villaggio” appare in cima ad una scogliera antistante, e richiama l’attenzione del protagonista, segnalandogli il pericolo imminente della donna che sta per buttarsi a mare.
Il protagonista accorre, ma troppo tardi: non farà in tempo che a vegliare gli ultimi momenti di vita della donna, esanime sulle rocce affioranti dal mare in fondo alla scogliera.